# 贝尔根胡森
贝尔根胡森是德国石勒苏益格－荷尔斯泰因州的一个市镇。总面积18.22平方公里，总人口674人，其中男性350人，女性324人（2011年12月31日），人口密度37人/平方公里。